# Lista över de mest visade videorna på Youtube
Detta är en lista över de mest sedda videorna på Youtube, enligt webbplatsens egen statistik.
(Listan blir snabbt felaktig eftersom visningar på Youtube förändras hela tiden)

## Rekord

### Antal visningar
1 miljon: En reklamfilm av Nike blev år 2005 den första videon att nå 1 miljon visningar.
1 miljard: Gangnam Style av Psy blev år 2012 den första videon att nå 1 miljard visningar.
2 miljarder: Gangnam Style av Psy blev också år 2014 den första videon att nå 2 miljarder visningar.
3 miljarder: Despacito av Luis Fonsi och Daddy Yankee blev den 3 augusti 2017 den första videon att nå 3 miljarder visningar efter att på samma dag kommit ikapp "See You Again" med samma antal visningar.
Flest visningar: Baby Shark Dance är den video som har flest visningar (15 miljarder).

## De 25 mest visade Youtube-videorna
Listan uppdaterades 13 februari 2025.
| Nr   | Videons namn                              | Artist / Uppladdare                             | Miljarder visningar | Uppladdningsdatum | Länk                                                     |
| ---- | ----------------------------------------- | ----------------------------------------------- | ------------------- | ----------------- | -------------------------------------------------------- |
| 1.   | Baby Shark Dance                          | Pinkfong! Kids' Songs & Stories (Youtube-kanal) | 15.59               | 17 juni 2016      | https://www.youtube.com/shorts/_zM7HMjsDR0               |
| 2.   | Despacito                                 | Luis Fonsi featuring Daddy Yankee               | 8.65                | 12 januari 2017   | https://www.youtube.com/watch?v=kJQP7kiw5Fk              |
| 3.   | Wheels on the Bus                         | Cocomelon                                       | 7.10                | 24 maj 2018       | https://www.youtube.com/watch?v=e-ORhEE9VVg              |
| 4.   | Johny Johny Yes Papa                      | LooLoo Kids (Youtube-kanal)                     | 7.01                | 8 oktober 2016    | https://www.youtube.com/watch?v=F4tHL8reNCs              |
| 5.   | Bath Song                                 | Cocomelon                                       | 7.00                | 2 maj 2018        | https://www.youtube.com/watch?v=YQHsXMglC9A              |
| 6.   | See you again                             | Wiz Khalifa featuring Charlie Puth              | 6.56                | 6 april 2015      | https://www.youtube.com/watch?v=RgKAFK5djSk              |
| 7.   | Shape of You                              | Ed Sheeran                                      | 6.41                | 30 januari 2017   | https://www.youtube.com/watch?v=JGwWNGJdvx8              |
| 8.   | Phonics Song with TWO Words - A For Apple | ChuChu TV (Youtube-kanal)                       | 6.28                | 6 mars 2014       | https://www.youtube.com/watch?v=6Mgqbai3fKo              |
| 9.   | Uptown Funk                               | Mark Ronson featuring Bruno Mars                | 5.48                | 19 november 2014  | https://www.youtube.com/watch?v=OPf0YbXqDm0              |
| 10.  | Gangnam Style                             | Psy                                             | 5.46                | 15 juli 2012      | https://www.youtube.com/watch?v=9bZkp7q19f0              |
| 11.  | Learning Colors – Colorful Eggs on a Farm | Miroshka Tv (Youtube-kanal)                     | 5.23                | 27 februari 2018  | https://www.youtube.com/watch?v=wnJ6LuUFpMo              |
| 12.  | Axel F.                                   | Crazy Frog                                      | 5.02                | 6 juni 2009       | https://www.youtube.com//k85mRPqvMbE?si=VumJ0--rUs06ycBX |
| 13.  | ''Dame Tu Cosita''                        | El Chombo featuring Cutty Ranks                 | 4.96                | 5 april 2018      | https://www.youtube.com/watch?v=PT2_F-1esPk              |
| 14.  | Masha och björnen Avsnitt 17              | Get Movies (Youtube-kanal)                      | 4.62                | 31 januari 2012   | https://www.youtube.com/watch?v=KYniUCGPGLs&t=1s         |
| 15.  | Baa Baa Black Sheep                       | Cocomelon                                       | 4.37                | 25 juni 2018      | https://www.youtube.com/MR5XSOdjKMA?si=O5F5-TWJJQVbFiNp  |
| 16.  | Shree Hanuman Chalisa                     | T-Series Bhakti Sagar                           | 4.36                | 11 maj 2011       | https://www.youtube.com/AETFvQonfV8?si=TTWm5rl-2Q8UqTKd  |
| 17.  | Lakdi Ki Kathi                            | Jingle Toons                                    | 4.35                | 14 juni 2018      | https://www.youtube.com/3bLfzgZ-wO8?si=QTneruW0wt4UN5ra  |
| 18.  | Sugar                                     | Maroon 5                                        | 4.18                | 14 januari 2015   | https://www.youtube.com/watch?v=09R8_2nJtjg              |
| 19.  | Waka Waka (This Time for Africa)          | Shakira                                         | 4.16                | 4 juni 2010       | https://www.youtube.com/pRpeEdMmmQ0?si=OGV9HzW_Km74GTAl  |
| 20.  | Counting Stars                            | Onerepublic                                     | 4.12                | 13 april 2013     | https://www.youtube.com/watch?v=hT_nvWreIhg              |
| 21.  | Humpty the train on a fruits ride         | Kiddiestv Hindi - Nursery Rhymes & Kids Songs   | 4.11                | 26 januari 2018   | https://www.youtube.com/138nNxXUJXw?si=OjgK1ZXhT5jxNz0j  |
| 22.. | Roar                                      | Katy Perry                                      | 4.10                | 5 september 2013  | https://www.youtube.com/watch?v=CevxZvSJLk8              |
| 23.  | Sorry                                     | Justin Bieber                                   | 3.92                | 22 oktober 2015   | https://www.youtube.com/watch?v=fRh_vgS2dFE              |
| 24.  | Dark Horse                                | Katy Perry featuring Juicy J                    | 3.91                | 20 februari 2014  | https://www.youtube.com/watch?v=0KSOMA3QBU0              |
| 25.  | Perfect                                   | Ed Sheeran                                      | 3.88                | 9 november 2017   | https://www.youtube.com/2Vv-BfVoq4g?si=FqnMhr64haVAhWOh  |